# Bahamas ai Giochi della XXXI Olimpiade
Le Bahamas hanno partecipato ai Giochi della XXXI Olimpiade, che si sono svolti a Rio de Janeiro, Brasile, dal 5 al 21 agosto 2016, con una delegazione di nove atleti impegnati in tre discipline: atletica leggera, nuoto e canottaggio. Portabandiera alla cerimonia di apertura è stata la quattrocentista Shaunae Miller, alla sua seconda Olimpiade.
Si è trattato della sedicesima partecipazione di questo paese ai Giochi. Sono state conquistate due medaglie, una d'oro e una di bronzo, entrambe nell'atletica leggera.

## Medagliere

### Per disciplina
| Sport            | Oro | Argento | Bronzo | Totale |
| ---------------- | --- | ------- | ------ | ------ |
| Atletica leggera | 1   | 0       | 1      | 2      |
| Totale           | 1   | 0       | 1      | 2      |

### Medaglie
| Medaglia | Atleta                                                                                      | Sport            | Evento                     |
| -------- | ------------------------------------------------------------------------------------------- | ---------------- | -------------------------- |
| Oro      | Shaunae Miller                                                                              | Atletica leggera | 400 metri piani femminili  |
| Bronzo   | Chris Brown Steven Gardiner Michael Mathieu Stephen Newbold Demetrius Pinder Alonzo Russell | Atletica leggera | Staffetta 4×400 m maschile |

## Risultati

### Nuoto
| Atleta       | Evento     | Batterie | Batterie   | Semifinali      | Semifinali      | Finale          | Finale          |
| Atleta       | Evento     | Tempo    | Classifica | Tempo           | Classifica      | Tempo           | Classifica      |
| ------------ | ---------- | -------- | ---------- | --------------- | --------------- | --------------- | --------------- |
| Dustin Tynes | 100 m rana | 1:03"71  | 44ª        | non qualificato | non qualificato | non qualificato | non qualificato |